# Waleri Georgijewitsch Gassajew
Waleri Georgijewitsch Gassajew (russisch Валерий Георгиевич Газзаев; ossetisch Валерӕ Гӕззаты; * 7. August 1954 in Ordschonikidse) ist ein ehemaliger sowjetischer bzw. russischer Fußballspieler und -trainer. Unter anderem trainierte er ZSKA Moskau und von 2002 bis 2003 die russische Fußballnationalmannschaft.

## Kindheit
Waleri Gassajew, der Sohn von Georgi Gassajew, einem Bauarbeiter, kam durch einen Zufall zum Fußball. Als er ein Jahr alt war, verteilten seine Eltern, einer ossetischen Tradition folgend, vor ihm alle möglichen Sachen verteilt. Unter diesen waren eine Schere, Hefte, Brot, ein Stück Kuchen und ein kleiner Fußball, der in der Ecke des Zimmers lag. Zur Überraschung der Eltern kroch der kleine Waleri durch das halbe Zimmer, nahm den Ball und fing an ihn zu betrachten. In Ossetien glaubt man, dass der Gegenstand, der das Kind am meisten interessiert, in dessen Leben eine große Rolle spielen wird, was in Gassajews Fall zutraf.

## Karriere
Mit 17 Jahren debütierte Gassajew in der Profimannschaft von [[Alanija Wladikawkas<Spartak Ordschonikidse]]. Einige Monate später wurde er vom damaligen Trainer Jewgeni Ljadin in die Junioren-Nationalmannschaft der Sowjetunion berufen. Im nächsten Jahr musste Gassajew seine Wehrpflicht erfüllen und landete bei dem Armeesportklub SKA Rostow in Rostow am Don. Von rund 500 Rekruten wurde etwa die Hälfte dem normalen Dienst zugeteilt, Gassajew aber hatte es geschafft, in der Mannschaft zu bleiben. Wenig holte Spartak Ordschonikidse ihn zurück.
Im Herbst 1975 holte ihn Igor Woltschok zu Lokomotive Moskau.

### Nationalmannschaft
1976 gewann Gassajew seinen ersten Titel, die U-23-Europameisterschaft mit der UdSSR gegen Ungarn mit 1:0. Vier Jahre später gewann Gassajew mit der UdSSR die U-21 Europameisterschaft gegen die DDR mit 1:0. Den entscheidenden Treffer bereitete Gassajew vor. 1980 gewann er zudem die Bronzemedaille bei den Olympischen Spielen in Moskau. Sein Debüt in der A-Nationalmannschaft gab Waleri Gassajew 1978 gegen Italien (3:1), er schoss damals auch sein erstes Länderspieltor. Gassajew bestritt insgesamt 14 Länderspiele für die Sowjetunion und erzielte dabei vier Tore.

### Sowjetische Liga
Als Gassajew für Lokomotive spielte, bekam er ein Angebot von Fenerbahçe Istanbul. Da aber ein Wechsel ins Ausland damals als Verrat galt, dachte Gassajew nicht mal an einen Transfer. 1978 wechselte er zu Dynamo Moskau, wo er den Pokal der UdSSR 1984 gewann. Es blieb sein einziger nationaler Titel als Spieler. 1986 wechselte Gassajew zu Dinamo Tiflis, wo er seine Karriere nach der Saison beendete. Insgesamt absolvierte Gassajew in der sowjetischen Meisterschaft 283 Spiele und schoss 89 Tore.

### Europacup
Waleri Gassajew machte im Europacup (UEFA-Pokal, Europapokal der Pokalsieger) insgesamt 11 Spiele und schoss 7 Tore. In der Saison 1984/85 erreichte er mit Dynamo Moskau das Halbfinale, in dem man mit 1:3 und 1:1 gegen SK Rapid Wien ausschied, und wurde zudem Torschützenkönig des Wettbewerbs.

## Trainerkarriere
Seine Trainerlaufbahn begann Gassajew in der Sportschule von Dynamo Moskau (1986–1987). 1988 erwarb er dann an der Sportakademie der UdSSR seine Trainerlizenz. Seine erste Profistation war Spartak Ordschonikidse bzw. Spartak-Alania Wladikawkas (1989–1991) und (1994–1999), wo er 1995 für Wladikawkas den bis heute ersten und einzigen Russischen Meistertitel holte. Er unterbrach damit den Seriensieg von Spartak Moskau, welches damals als beste Mannschaft Russlands galt. Gassajew trainierte auch Dynamo Moskau (1991–1993) und (1999–2001), die russische U21-Auswahl (2001–2002), die Russische Fußballnationalmannschaft (2002–2003) und ZSKA Moskau (2001–2003 und 2004–2088). Mit der Nationalmannschaft Russlands nahm er an der WM 2002 in Japan und Südkorea teil. ZSKA Moskau gewann unter Gassajews Leitung 2003 und 2005 die Meisterschaft, 2002 und 2005 den russischen Pokal. 2005 führte Gassajew ZSKA Moskau mit dem Sieg im UEFA-Pokal zum größten europäischen Erfolg für eine russische Mannschaft. Im Finale im Estádio José Alvalade XXI von Lissabon wurde Sporting Lissabon mit 3:1 besiegt.

## Erfolge als Spieler
Gassajew spielte für Spartak Ordschonikidse, SKA Rostow, Lokomotive Moskau, Dynamo Moskau und Dinamo Tiflis. Er gewann die U-23-Fußball-Europameisterschaft 1976 mit der U-21 Fußballnationalmannschaft der UdSSR und 1984 den Sowjetischen Fußballpokal mit Dynamo Moskau.

## Erfolge als Trainer
Nachdem er seine Karriere 1986 beendet hatte, trainierte er Dynamo Moskau. Seine ersten Titel holte er als Trainer von Alanija Wladikawkas im Jahre 1995. Danach wechselte er zu ZSKA Moskau. Im Jahre 2005 gewann er den UEFA-Pokal der Saison 2004/05. Des Weiteren gewann er mit ZSKA die Meisterschaft der Jahre 2003, 2005 und 2006 und gewann den russischen Pokal der Jahre 2002, 2005 und 2006.
2005 wurde er zum UEFA-Trainer des Jahres gewählt.